# Mortagne-au-Perche
Mortagne-au-Perche este un oraș în Franța, sub-prefectură a departamentului Orne, în regiunea Normandia de Jos. 
1. ↑  répertoire géographique des communes, accesat în 26 octombrie 2015
2. ↑  dataset of postal codes in France, 1 octombrie 2018